# Aspergillus

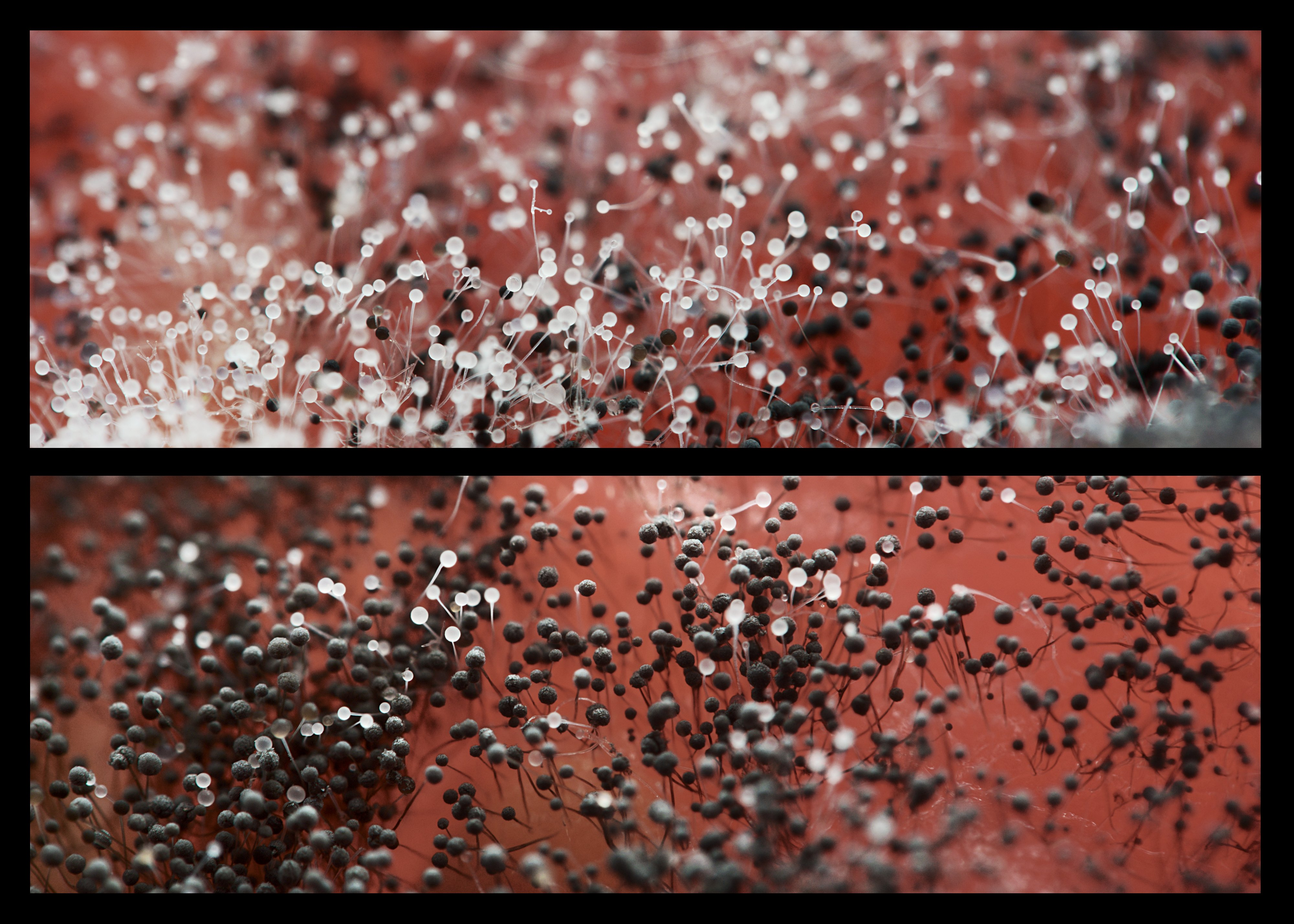
Aspergillus rostoucí na rajčeti v detailu.

Aspergillus (česky kropidlák) je rod vřeckovýtrusných hub z řádu plesnivkotvaré (Eurotiales).

## Popis
Aspergillus je plíseň tvořící v kultuře obvykle černé, hnědé, žluté až bílé kolonie (záleží na druhu a podmínkách). Vzhled kolonií je při určování nutné doplnit mikroskopickým pozorováním struktury hyf a konidií. Konidiální hlavice tvoří, pokud má dostatek vzduchu.

## Patogenita
Některé druhy rodu Aspergillus způsobují houbové infekční onemocnění, tzv. aspergilózu. Jednou skupinou nemocí způsobených tímto rodem jsou alergické reakce, zasahující především nosní dutiny a nižších dýchacích cest. Aspergillus někdy kolonizuje i povrch pokožky. Někdy však dochází ke kolonizaci vnitřních prostor, nejčastěji v dýchací soustavě, kde u osob s nízkou imunitou může po diseminované infekci nastat i smrt.

## Zástupci
Mezi významnější zástupce patří:
- Aspergillus caesiellus
- Aspergillus candidus
- Aspergillus carneus
- Aspergillus clavatus
- Aspergillus deflectus
- Aspergillus flavus
- Aspergillus fumigatus
- Aspergillus glaucus
- Aspergillus hubkae
- Aspergillus nidulans
- Aspergillus niger
- Aspergillus ochraceus
- Aspergillus oryzae
- Aspergillus parasiticus
- Aspergillus penicilloides
- Aspergillus restrictus
- Aspergillus sojae
- Aspergillus sydowi
- Aspergillus tamari
- Aspergillus terreus
- Aspergillus ustus
- Aspergillus versicolor